# Kuze (Klan)

Wappen der Kuze
(Zwei Falkenfedern)

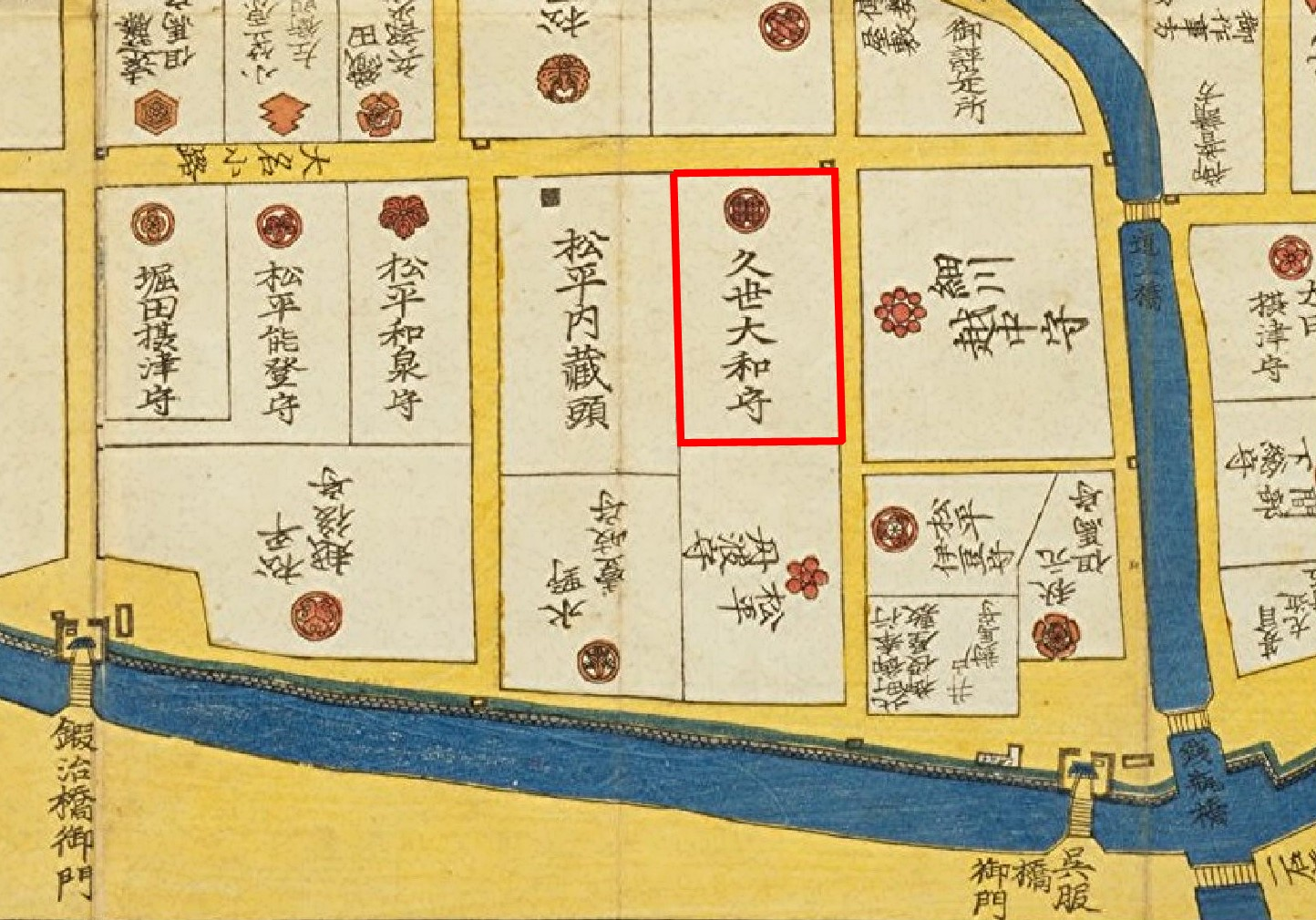
Kuze-Residenz in Edo 1849

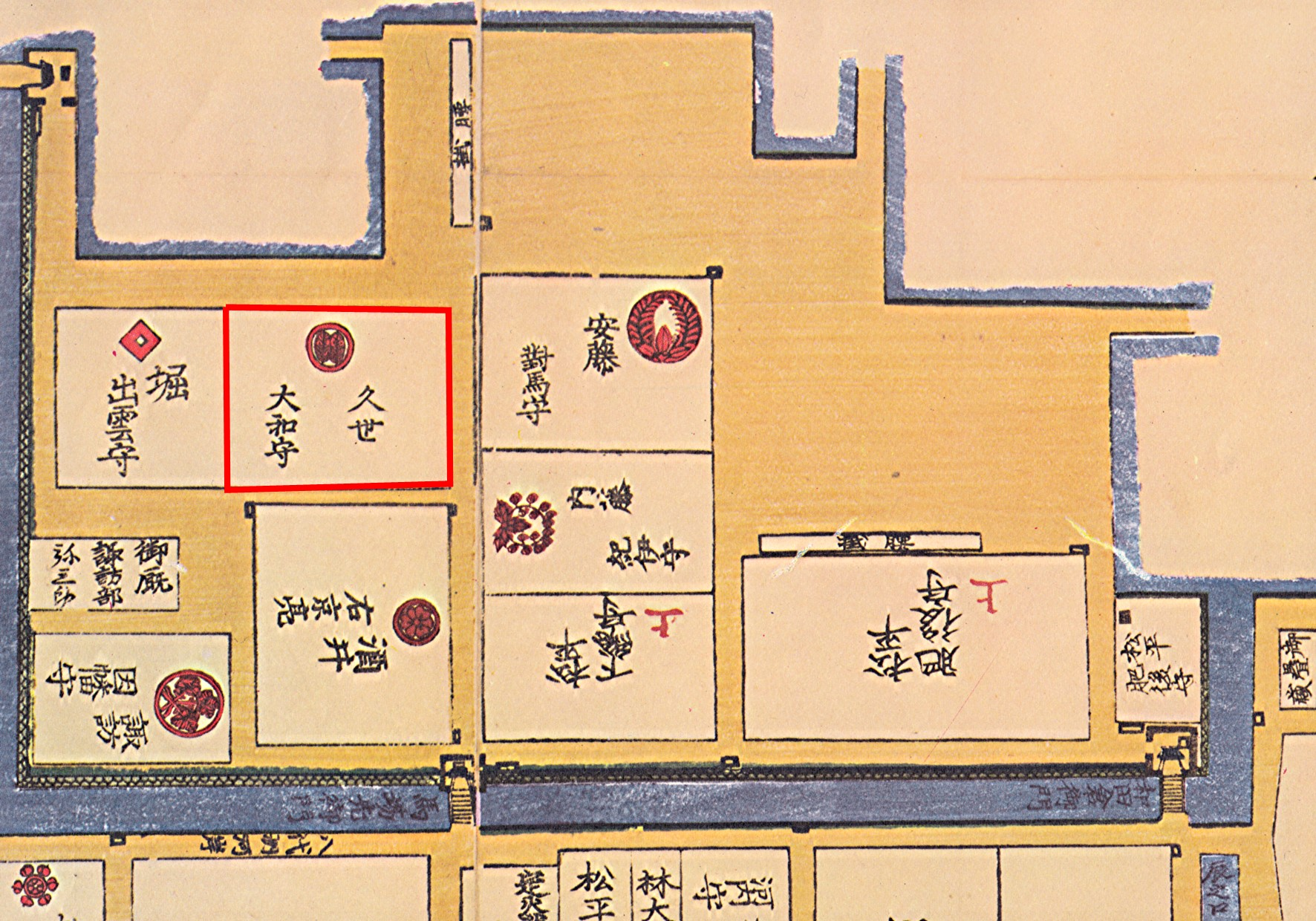
Kuze-Residenz in Edo 1860

Die Kuze (japanisch 久世氏 japanisch Kuze-shi) waren eine Familie des japanischen Schwertadels (Buke) aus der Provinz Mikawa, die sich von den Murakami-Genji ableitete. Mit einem Einkommen von 43.000 Koku gehörten die in Sekiyado, Katsushika, Shimousa residierenden Kuze zu den größeren Fudai-Daimyō der Edo-Zeit.

## Genealogie
- Hironobu (廣宜; 1561–1626) war ein Vasall Tokugawa Ieyasus und diente ihm auf allen seinen Feldzügen.
- Hiroyuki (廣之; 1600–1679) wurde nach dem Tode seines Vaters zum Daimyō befördert und erhielt 1665 die Domäne Sekiyado (Provinz Shimousa) mit 35.000 Koku. Seine Nachkommen residierten ab 1683 in Niwase[Anm. 4] (Bitchū), ab 1686 in Kameyama (Tamba) mit 45.000 Koku, ab 1697 in Yoshida (Mikawa), ab 1705 wieder in Sekiyado mit 53.000 Koku. Dort blieben sie bis 1868, dabei mit einem Einkommen später von 43.000 Koku. Nach 1868 Vizegraf.